# Billy Brown (acteur)
Ne doit pas être confondu avec Billy Brown.
William Brown dit Billy Brown est un acteur américain né le 30 octobre 1970 à Inglewood (Californie).
Il est révélé par le rôle de Nate Lahey dans la série télévisée Murder.

## Biographie

### Enfance et formation
William "Billy" Brown est né le 30 octobre 1970 à Inglewood (Californie). Ses parents sont Billy Joe Brown et Kathryn Brown. Il a fréquenté l'université Harvard.

### Carrière
Il a fait ses débuts à l’écran en 1993, grâce à de la figuration pour Geronimo et Une belle revanche puis cinq ans plus tard, dans le second volet de Le Monde perdu : Jurassic Park de Steven Spielberg.
Dans les années 2000, il se consacre davantage à une carrière d'acteur dans les  jeux vidéos et les dessins animés (Ginger, La Famille Delajungle, le film).
De retour au cinéma, il enchaîne les seconds rôles dans Starship Troopers 2 de Phil Tippett, Cloverfield de Matt Reeves, Harcelés de Neil LaBute, La Montagne ensorcelée d'Andy Fickman avant d’apparaître comme pilote du Med Evac, dans le Star Trek de J. J. Abrams.
En 2007, il obtient son premier rôle régulier sur le petit écran dans la série Lights Out, puis en 2011, dans la sixième saison de Dexter, dans le rôle du lieutenant Mike Anderson. L’année suivante, l’acteur s’illustre dans la peau d’August Marks dans la série Sons of Anarchy puis en 2013 dans la série Hostages.
En mars 2014, il est choisi par Shonda Rhimes pour rejoindre l’équipe d’acteurs principaux de la série dramatique Murder dans laquelle il incarne l'inspecteur de police Nate Lahey aux côtés de Viola Davis, qui joue le rôle d’une enseignante de droit et une avocate renommée, à la tête de son propre cabinet, qui se retrouve mêlée à un meurtre aux côtés de quelques étudiants privilégiés. La série est diffusée depuis le 25 septembre 2014 sur le réseau ABC.
En 2018, il fait partie du casting principal du thriller, Proud Mary de Babak Najafi avec Taraji P. Henson, Jahi Di'Allo Winston et Neal McDonough. Le film sort directement en DVD, en France, en mai 2018.
En 2019, la direction du réseau ABC annonce que la série Murder est renouvelée pour une sixième et ultime saison, s'achevant après 90 épisodes. La même année, il est à l'affiche du film Working Man de Robert Jury avec Peter Gerety et Talia Shire.

## Filmographie

### Cinéma
- 1993 : Geronimo de Walter Hill : l'américain natif
- 1993 : Une Belle revanche (Dreamrider) de Bill Brown et Steve Grass : le garçon de Boston
- 1997 : L'Éducatrice et le tyran (The Beautician and the Beast) de Ken Kwapis : le pompier
- 1997 : Le Monde perdu : Jurassic Park de Steven Spielberg : l'employé d'InGen
- 2001 : Second Coming de Darren O. Campbell
- 2002 : La Famille Delajungle le film (The Wild Thornberrys Movie) de Cathy Malkasian et Jeff McGrath : Rhino (voix)
- 2004 : Starship Troopers 2 de Phil Tippett : Ottis Brick
- 2008 : I Am Bubba de Chris Sutton : Bubba (Court métrage)
- 2008 : Cloverfield de Matt Reeves : Sergent Pryce
- 2008 : Harcelés de Neil LaBute : le patrouilleur
- 2009 : La Montagne ensorcelée d'Andy Fickman : Carson
- 2009 : Star Trek de J. J. Abrams : le pilote du Med Evac
- 2018 : Proud Mary de Babak Najafi : Tom
- 2019 : Working Man de Robert Jury : Walter Brewer

### Télévision
- 2000-2003 : Ginger : M. Patterson et le livreur (4 épisodes)
- 2004 : NCIS : Enquêtes spéciales : Petty Velat (1 épisode)
- 2004-2010 : Les Experts : Manhattan : le piéton et George Thomas (2 épisodes)
- 2005 : Cold Case : Affaires classées : Donald Williams (1 épisode)
- 2005 : House of the Dead 2 : Griffin
- 2005-2006 : DOS : Division des opérations spéciales : Sergent Meeks (3 épisodes)
- 2006 : Sleeper Cell (1 épisode)
- 2007 : Company Man
- 2007 : Backyard & Bullets : Craig Winslow
- 2007 : Esprits Criminels : Détective Rick Ware (Saison 2, Episode 16)
- 2007-2008 : Dirt : Tweety McDaniel (3 épisodes)
- 2007-2010 : Lights Out : Richard Reynolds (11 épisodes)
- 2009 : Southland : Talib (1 épisode)
- 2009 : Californication : le rendez-vous de Marcy (1 épisode)
- 2011-2012 : Dexter : Détective Mike Anderson (11 épisodes)
- 2012 : New York, unité spéciale : Joe Marshall (saison 13, épisode 12)
- 2012 : Transformers: Prime : Cliffjumper (1 épisode)
- 2012-2014 : Sons of Anarchy : August Marks (10 épisodes)
- 2013 : The Following : Troy Riley (3 épisodes)
- 2013 : Hostages : Archer Petit (11 épisodes)
- 2013 : Legends : Robert McCombs / l'étranger (2 épisodes)
- 2014 - 2019 : Murder : Nate Lahey (rôle principal, 85 épisodes)

### Jeux vidéo
- 2000 : Jet Set Radio : DJ Professor K (voix)
- 2002 : Jet Set Radio Future : DJ Professor K (voix)
- 2002 : Superman: The Man of Steel : John Henry Irons / Steel (voix)
- 2003 : Terminator 3 : Le Soulèvement des machines (voix)
- 2004 : Starship Troopers 2 : Pvt. Ottis Brick
- 2004 : Min'na no gorufu 4 : Z / T-Bone (voix)
- 2004 : Star Wars: Knights of the Old Republic II - The Sith Lords : Master Zez-Kai Ell / Admiral Cede / Gerevick (voix)
- 2004 : Full Spectrum Warrior : Williams (voix)
- 2005 : The Matrix: Path of Neo : Doberman (voix)
- 2007 : Command and Conquer 3 : Les Guerres du Tiberium (voix)
- 2008 : Command and Conquer 3 : La Fureur de Kane (voix)
- 2008 : Star Wars : Le Pouvoir de la Force : Chopaa (voix)
- 2018 : Suicide Squad: Hell to Pay : Bronze Tiger (voix)

## Distinctions
Sauf indication contraire ou complémentaire, les informations mentionnées dans cette section proviennent de la base de données IMDb.

### Nominations
- 18e cérémonie des Screen Actors Guild Awards 2012 : meilleure distribution pour une série télévisée dramatique pour Dexter